# 章陽の戦い
章陽の戦い（しょうようのたたかい、ベトナム語: Trận Chương Dương độ）は、1285年にベトナムで行われた陳朝大越国軍とモンゴル帝国軍との戦いである。1284年末より大越国に侵攻した鎮南王トガン率いるモンゴル軍は一時国都の昇龍を占領するほど優勢であったが、1285年旧暦4月より大越国軍の逆襲を受けて撤退に追い込まれ、最期まで大越国内に残留していたソゲドゥ率いる軍団が「章陽の戦い」によって壊滅した。そのため、「章陽の戦い」は第二次モンゴルのヴェトナム侵攻における大越国軍の勝利を最終的に決定づけた戦闘と位置づけられている。
この戦闘が行われた場所は『大越史記全書』で「西結」とされているが、これは本来興安（Hưng Yên）省快州（Khoái Châu）県の東結（Đông Kết）社と対になる地名で、現在のハノイ市常信（Thường Tín）県彰陽（Chương Dương）社に相当する。19世紀に編纂された『大南一統志』には「元帥ソゲドゥを破った所（破元帥唆都処）」の地名を「章陽古渡」としており、現在のベトナムでは「章陽の戦い（Trận Chương Dương độ/陣章陽渡）」と呼称している。

## 背景
モンゴル帝国と大越国の関係の始まりは1250年代に遡り、当時大理国に駐屯していたウリヤンカダイはモンケ・カアンの命を受けて1258年に大越国に侵攻し、平厲源の戦いに勝利して国都の昇龍を占領するに至った。しかしこの時のモンゴル軍の主眼はあくまで南宋国を包囲攻撃する足掛かりを作ることにあり、ウリヤンカダイは早々に大越国から引き揚げて両国の間にはゆるやかな通貢関係が築かれた（第一次モンゴルのヴェトナム侵攻）。
その後、1270年代に南宋国が平定されるとモンゴルは本格的に東南アジア諸国への進出を開始するようになり、その足掛かりとして南海交易の要衝たるチャンパ王国に「占城行省」を設置しようとした。しかしチャンパ側はモンゴル側の要求を拒否したため、至元19年（1282年）から至元20年（1283年）にかけて海路によるチャンパ侵攻が行われるに至った。モンゴル軍は当初こそ国都ヴィジャヤを占領することに成功したものの次第に補給不足に悩み、遠征軍を指揮していたソゲドゥはヴィジャヤを放棄して大越国国境に近いウリク地方に移った（モンゴルのチャンパー侵攻）。このような情勢下で、ソゲドゥ軍を救い、改めて陸路から占城を攻めるために安南大越国にモンゴル軍を派遣することが計画された。
そもそも、チャンパ遠征も当初は陸海双方からの進軍が予定されていたが、安南側の協力拒否により海路からのみ遠征軍が派遣されたという経緯があった。そして今回もモンゴル側としてはあくまで安南は通過するのみで攻撃目標は占城としていたが、やはり安南が協力を拒んだために大越国領に対する軍事侵攻が行われるに至った。

## 戦闘
至元21年（1284年）末より進軍を開始した鎮南王トガン率いる遠征軍はベトナム各地で連戦連勝し、至元22年（1285年）正月には大越国の首都の昇龍を占領するに至った。しかしモンゴル軍は「安南国世子」の陳日烜（陳聖宗。形式上息子の陳日燇に譲位し上皇の地位にあったが、事実上陳朝の君主として戦闘を指揮した）を取り逃がした上、大越国軍を指揮する興道王陳国峻は敗残兵を再編してモンゴル軍の補給路を絶とうと活動していた。そこでモンゴル軍は陳日烜を捕らえるために南下し、各地で王族の投降を受けるとともに遂にソゲドゥ軍との合流も果たした。しかし、各地で連敗を喫しながらも軍団の再編を行っていた大越国軍は4月より遂に反転攻勢を始め、軍団を大きく2つに分けて一方は昭明王陳光啓・懐文侯陳国瓚・将軍の阮蒯らが率いて鎮南王トガン率いる本隊の拠るハノイ方面に進み、もう一方は「二帝（＝陳聖宗・陳仁宗）」が自ら軍を率いてソゲドゥらが拠点とする長安方面に進んだ。
昭明王陳光啓・懐文侯陳国瓚らは西結歩頭・鹹子関でモンゴル軍に戦闘を挑み、ここで初めてモンゴル軍は大敗を喫した。更に5月3日、陳聖宗・陳仁宗ら率いる軍団は長安府でモンゴル軍（清化方面に向かったソゲドゥが長安に残した駐留部隊とみられる）に勝利し、斬首されたモンゴル兵は数えきれないほどであったという。こうして、各地で勝利を得た大越国軍は更に北上し、遂に昇龍に拠る鎮南王トガン率いる軍団を包囲するに至った。孤立したトガン軍は万劫江・瀘江・如月江での一連の戦いで連敗を喫し、遂に大越国からの撤退を余儀なくされた。なお、本国にトガン軍撤退の報告がなされると、朝廷はソゲドゥに大越国侵攻前に駐屯していたウリク地方に戻るよう命じていたが、この命令が果たされることはなかった。
トガン率いる本隊が大敗し昇龍から撤退したことは、別行動を取っていたソゲドゥ軍を危機的な状況に追い込んだ。ソゲドゥは本隊が撤退したことを聞くと清化より軍を返し、北上して本隊と合流しようとしたが乾満江（如月江の別名か）で大越国軍に進路を遮られた。5月17日、ソゲドゥとウマルは海路天幕江を攻撃し本隊と合流しようとしたが果たせず、また別働隊が扶寧県（富寿省所属の清江右岸）で敗退した。
5月20日、二帝（陳聖宗・陳仁宗）は大忙歩に至り、この時ソゲドゥ配下の総管の張顕が大越国に投降した。そして同日、「西結」の地で大越国軍はソゲドゥ軍に攻撃を仕掛けたが、ソゲドゥは自らを裏切った張顕の攻撃に苦戦し、激戦の最中騎乗のまま落水し亡くなったと伝えられる。ソゲドゥ配下の軍団はほぼ壊滅したが、ウマルと万戸の劉圭のみは逃れて夜半に清化江口を過ぎ、陳聖宗・陳仁宗はこれを追撃して5万あまりの捕虜を得た。しかし大越国軍は遂にウマルらを捕捉することができず、ウマルは軽舟を得てなんとか敵中を脱することができた。また、『安南志略』にはウマルらが逃れるに当たって小李なる将が一人残って奮戦し、追い詰められると自刎しようとしたが、陳聖宗は小李にあたる人物とみて救命させ、その後厚く遇したという逸話が記されている。
戦後、ソゲドゥの首級は陳聖宗の下に運ばれ、これを見た陳聖宗は惻然の情を抱いて「人臣たるはまさにかくの如くすべきなり（為人臣当如是也）」と述べ、自らの御衣をかけたという。一方で、占城侵攻から足かけ3年に渡って大越国を苦しめたことを理由に、その首級は油に浸けられて戒めとして示されたと伝えられる。